# Joseph Anton Seethaler
Joseph Anton Seethaler (1740 in Dießen – 1811 in Augsburg) war ein deutscher Goldschmied und Silberhändler.

## Leben und Werk
Seethaler wurde in Dießen geboren und ging vermutlich bei einem regionalen Metallarbeitermeister in die Lehre. Nach einigen Wanderjahren gelangte er nach Augsburg. Mit der dortigen Erlangung des Meisterrechtes im Jahre 1766 erlaubten seine wirtschaftlichen Umstände zu heiraten. 1779–1786 war er der Vorgeher der Goldschmiedezunft, ab 1788 Geschaumeister der Zunft; zeitgleich wurde er zunächst fürstlicher-, seit 1808 königlich-bayerischer Hofsilberarbeiter. Als Marke führte er seine Initialen JAS in querovalem Schild.
Seine Firma hielt internationale Kontakte, besonders nach Frankfurt und London. Der Sohn von Joseph Anton Seethaler war Johann Alois Seethaler (1775–1835), der die Werkstatt fortsetzte, ebenso wie sein Enkel Joseph Anton Seethaler II. Zu den von Vater und Sohn überlieferten Arbeiten gehören liturgische Geräte, besonders im Kloster Neresheim, säkulares Tafelgeschirr z. B. in der Münchner Residenz und jüdische Kultgegenstände. 
Zu den spektakulärsten Werken des Meisters zählt die Reliquie des Heiligen Pankratius in Wil SG.
Von Joseph Anton sind ferner zahlreiche Kupferstiche mit Entwürfen für Tafelgerät überliefert.